# Яндиев, Магамет Джабраилович
Магаме́т Джабраи́лович Янди́ев (род. 14 ноября 1959, Али-Юрт, Чечено-Ингушская АССР) — российский политический деятель. Председатель Народного Собрания Республики Ингушетия с 27 сентября 2018 года.

## Биография
Родился в селе Али-Юрт (Назрановский район Чечено-Ингушской АССР).
Окончил Горский сельскохозяйственный институт в 1986 году (специальность — «Экономика и организация сельского хозяйства»), Российскую академию государственной службы при Президенте РФ в 1998 году (специальность — «Государственное и муниципальное управление»).
Трудовую деятельность начал в 1981 году — с 1981 по 1983 год работал учителем средней школы № 8 села Али-Юрт.
В 1983—1985 годах работал бригадиром тракторно-полеводческой бригады совхоза «Экажевский».
В 1994 году впервые избран депутатом Парламента Ингушетии.
В период с 1994 по 1999 год занимал должность заместителя Председателя Народного Собрания Республики Ингушетия.
В 1999 году назначен главой администрации Сунженского района Республики Ингушетия.
В 2000—2003 годах являлся референтом Председателя Народного Собрания Ингушетии, с 2003 по 2008 год возглавлял Аппарат Народного Собрания.
В 2011 году был назначен на должность исполняющего обязанности руководителя Администрации Главы Республики Ингушетия.
В сентябре 2018 года большинством голосов депутатов избран Председателем Народного Собрания Республики Ингушетия на пять лет.

## Личная жизнь
Женат, имеет двоих детей.